# Campeonato Mundial de Voleibol Masculino de 2022
O Campeonato Mundial de Voleibol Masculino de 2022 foi a 20.ª edição da principal competição organizada pela Federação Internacional de Voleibol (FIVB) no período de 26 de agosto a 11 de setembro. Seria realizado pela primeira vez na história na Rússia, em dez cidades. Contudo, por conta dos conflitos do país com a Ucrânia, a FIVB retirou o torneio do país. Em 15 de abril de 2022, a FIVB anunciou a Eslovénia e Polónia como as novas sedes do torneio.
A Itália conquistou seu quarto título mundial, o primeiro em 24 anos, ao derrotar a Polônia, então defensora do título, por 3 sets a 1 na final. Na disputa do terceiro lugar, Brasil obteve a sua primeira medalha de bronze em mundiais depois de vencer a Eslovênia por 3 sets a 1.
O levantador italiano Simone Giannelli, que marcou 7 pontos na partida final (sendo 5 de ataque e 2 de saque), foi eleito o melhor jogador da competição.

## Escolha da sede
Em 15 de novembro de 2018, no 36.º Congresso da FIVB em Cancún, no México, a FIVB anunciou inicialmente que o torneio seria realizado na Rússia. O torneio aconteceria em dez cidades russas (Cazã, Ecaterimburgo, Iaroslavl, Kaliningrado, Kemerovo, Krasnoiarsk, Moscou, Novosibirsk, São Petersburgo e Ufa).
Devido a invasão da Ucrânia pela Rússia, a Federação Neerlandesa de Voleibol ameaçou boicotar o campeonato se a Rússia continuasse como anfitriã. Atletas da França e Polônia, atuais campeãs olímpica e mundial respectivamente, haviam anunciado a intenção de boicotar o evento caso a Rússia continuasse como a sede. Em 1 de março de 2022, o Conselho de Administração da FIVB chegou à conclusão de que seria impossível preparar e realizar o torneio na Rússia devido à guerra na Ucrânia. Por isso, decidiu retirar do país a organização do Campeonato Mundial Masculino de 2022.
Em 7 de março de 2022, a FIVB abriu um novo processo de licitação para determinar a nova sede do torneio. Posteriormente, em 15 de abril de 2022, anunciou a Eslovénia e a Polónia como os novos países-sede. As novas cidades-sede e o calendário de jogos foram confirmados em 5 de julho de 2022.

## Locais
| Gliwice KatowiceCampeonato Mundial de 2022 (Polônia) | Katowice           | Gliwice            |
| ---------------------------------------------------- | ------------------ | ------------------ |
| Gliwice KatowiceCampeonato Mundial de 2022 (Polônia) | Spodek             | Arena Gliwice      |
| Gliwice KatowiceCampeonato Mundial de 2022 (Polônia) | Capacidade: 11 000 | Capacidade: 13 752 |
| Gliwice KatowiceCampeonato Mundial de 2022 (Polônia) |                    |                    |
| LiublianaCampeonato Mundial de 2022 (Eslovênia)      | Liubliana          | Liubliana          |
| LiublianaCampeonato Mundial de 2022 (Eslovênia)      | Arena Stožice      |                    |
| LiublianaCampeonato Mundial de 2022 (Eslovênia)      | Capacidade: 11 409 |                    |
| LiublianaCampeonato Mundial de 2022 (Eslovênia)      |                    |                    |

## Qualificatórias

### Equipes participantes
A Rússia havia se classificado automaticamente para a competição por ter sido anunciada como país-sede do evento, assim como a Polônia por ser a atual campeã do campeonato. As seleções campeãs e vice-campeãs de cada um dos Campeonatos Continentais de 2021 garantiram a qualificação. As 12 vagas restantes foram preenchidas de acordo com o ranking mundial da FIVB ao término da temporada 2021, pelas seleções ainda não classificadas. Em 15 de abril de 2022, após a exclusão da seleção russa, a Ucrânia foi anunciada como seleção substituta devido a sua posição no ranking mundial.
| Confederação                                  | Seleção                             | Classificada como         | Data em que a classificação foi assegurada | Aparições | Aparições consecutivas | Última aparição                               | Melhor resultado anterior   |
| --------------------------------------------- | ----------------------------------- | ------------------------- | ------------------------------------------ | --------- | ---------------------- | --------------------------------------------- | --------------------------- |
| CEV (último campeão + 2 vagas + 7 ranqueados) |                                     |                           |                                            |           |                        |                                               |                             |
| Rússia                                        | País-sede                           | 15 de novembro de 2015    | 20                                         | 20        | 2018                   | Campeão (1949, 1952, 1960, 1962, 1978 e 1982) |                             |
| Polônia                                       | Atual campeã                        | 30 de setembro de 2018    | 18                                         | 7         | 2018                   | Campeão (1974, 2014 e 2018)                   |                             |
| Itália                                        | Atual campeã europeia               | 18 de setembro de 2021    | 18                                         | 16        | 2018                   | Campeão (1990, 1994 e 1998)                   |                             |
| Eslovênia                                     | Vice-campeã europeia                | 18 de setembro de 2021    | 1                                          | 2         | 2018                   | 12º lugar (2018)                              |                             |
| França                                        | 4º no ranking da FIVB               | 19 de setembro de 2021    | 17                                         | 7         | 2018                   | 3º lugar (2002)                               |                             |
| Sérvia                                        | 9º no ranking da FIVB               | 19 de setembro de 2021    | 11                                         | 7         | 2018                   | Vice-campeã (1998)                            |                             |
| Países Baixos                                 | 15º no ranking da FIVB              | 19 de setembro de 2021    | 13                                         | 2         | 2018                   | Vice-campeã (1994)                            |                             |
| Turquia                                       | 16º no ranking da FIVB              | 19 de setembro de 2021    | 3                                          | 1         | 1998                   | 15º lugar (1966)                              |                             |
| Alemanha                                      | 18º no ranking da FIVB              | 19 de setembro de 2021    | 7                                          | 1         | 2014                   | 3º lugar (2014)                               |                             |
| Bulgária                                      | 21º no ranking da FIVB              | 19 de setembro de 2021    | 19                                         | 16        | 2018                   | Vice-campeã (1970)                            |                             |
| Ucrânia                                       | 23º no ranking da FIVB (realocação) | 15 de abril de 2022       | 2                                          | 1         | 1998                   | 10º lugar (1998)                              |                             |
| CSV (2 vagas)                                 | Brasil                              | Campeão sul-americano     | 4 de setembro de 2021                      | 17        | 17                     | 2018                                          | Campeão (2002, 2006 e 2010) |
| CSV (2 vagas)                                 | Argentina                           | Vice-campeã sul-americana | 4 de setembro de 2021                      | 12        | 11                     | 2018                                          | 3º lugar (1982)             |
| CAVB (2 vagas + 1 ranqueado)                  | Tunísia                             | Campeã africana           | 13 de setembro de 2021                     | 10        | 5                      | 2018                                          | 15º lugar (2006)            |
| CAVB (2 vagas + 1 ranqueado)                  | Camarões                            | Vice-campeão africano     | 13 de setembro de 2021                     | 4         | 3                      | 2018                                          | 13º lugar (2010)            |
| CAVB (2 vagas + 1 ranqueado)                  | Egito                               | 19º no ranking da FIVB    | 19 de setembro de 2021                     | 10        | 7                      | 2018                                          | 13º lugar (2010)            |
| NORCECA (2 vagas + 3 ranqueados)              | Porto Rico                          | Campeão da NORCECA        | 22 de agosto de 2021                       | 5         | 4                      | 2018                                          | 12º lugar (2006)            |
| NORCECA (2 vagas + 3 ranqueados)              | Canadá                              | Vice-campeão da NORCECA   | 22 de agosto de 2021                       | 11        | 8                      | 2018                                          | 7º lugar (2014)             |
| NORCECA (2 vagas + 3 ranqueados)              | Estados Unidos                      | 8º no ranking da FIVB     | 19 de setembro de 2021                     | 17        | 15                     | 2018                                          | Campeão (1986)              |
| NORCECA (2 vagas + 3 ranqueados)              | Cuba                                | 13º no ranking da FIVB    | 19 de setembro de 2021                     | 16        | 15                     | 2018                                          | Vice-campeão (1990 e 2010)  |
| NORCECA (2 vagas + 3 ranqueados)              | México                              | 17º no ranking da FIVB    | 19 de setembro de 2021                     | 5         | 1                      | 2014                                          | 10º lugar (1974)            |
| AVC (2 vagas + 2 ranqueados)                  | Irã                                 | Campeão asiático          | 18 de setembro de 2021                     | 7         | 5                      | 2018                                          | 6º lugar (2014)             |
| AVC (2 vagas + 2 ranqueados)                  | Japão                               | Vice-campeão asiático     | 18 de setembro de 2021                     | 16        | 2                      | 2018                                          | 3º lugar (1970 e 1974)      |
| AVC (2 vagas + 2 ranqueados)                  | Catar                               | 20º no ranking da FIVB    | 19 de setembro de 2021                     | 0         | 1                      | Estreante                                     | Estreante                   |
| AVC (2 vagas + 2 ranqueados)                  | China                               | 22º no ranking da FIVB    | 19 de setembro de 2021                     | 15        | 8                      | 2018                                          | 7º lugar (1978 e 1982)      |

## Regulamento

### Composição dos grupos
A cerimônia de sorteio dos grupos foi realizada em Moscou, no dia 30 de setembro de 2021. As 24 equipes foram distribuídas em 6 grupos de 4 equipes. A FIVB reservou a primeira posição do grupo A para o país anfitrião. Os cinco primeiros colocados do ranking mundial da FIVB em 20 de setembro de 2021, foram alocados nas primeiras posições dos grupos B ao F, respectivamente. As equipes restantes foram divididas em 3 potes e foram sorteadas com base em suas colocações no ranking mundial. As cidades-sede da primeira rodada também foram determinadas por sorteio. Entre parênteses está a posição de cada equipe no ranking antes do início da competição.
| Linha | Grupo A         | Grupo B    | Grupo C            | Grupo D       | Grupo E      | Grupo F            |
| ----- | --------------- | ---------- | ------------------ | ------------- | ------------ | ------------------ |
| 1     | Rússia (3)      | Brasil (1) | Polônia (2)        | França (4)    | Itália (5)   | Argentina (6)      |
| 2     | Sérvia (9)      | Japão (11) | Estados Unidos (7) | Eslovênia (8) | Canadá (12)  | Irã (10)           |
| 3     | Tunísia (14)    | Cuba (13)  | México (17)        | Alemanha (16) | Turquia (18) | Países Baixos (15) |
| 4     | Porto Rico (24) | Catar (20) | Bulgária (21)      | Camarões (25) | China (22)   | Egito (19)         |

### Fórmula de disputa
Primeira fase
Na primeira fase, as 24 equipes foram distribuídas em seis grupos de quatro equipes jogando entre si em turno único. As duas primeiras equipes em cada grupo e as quatro melhores terceiras colocadas se classificaram para a fase final.
Fase final
A fase final foi composta pelas 16 melhores equipes da primeira fase. A FIVB reservou a primeira e a segunda posição para as equipes anfitriãs, caso se classificassem. A equipe anfitriã melhor classificada no ranking combinado garantiu a primeira posição, enquanto a pior equipe anfitriã classificada no ranking combinado garantiu a segunda posição.
Consistiu em dezesseis partidas em sistema eliminatório: oito jogos nas oitavas de final, quatro jogos nas quartas de final, duas partidas nas semifinais, a disputa pelo terceiro lugar e pelo título do campeonato.

## Convocações
As equipes podem participar de competições da FIVB com uma delegação composta por um máximo de 14 jogadores.

## Primeira fase
- Todas as partidas seguem o horário de verão da Europa Central (UTC+2).

|  | Classificados para a fase final                                |
|  | Classificados para a fase final (melhores terceiros colocados) |

### Grupo A
|     |            |     | Jogos | Jogos | Jogos | Resultados | Resultados | Resultados | Resultados | Resultados | Resultados | Sets | Sets | Sets  | Pontos | Pontos | Pontos |
| Pos | Equipe     | Pts | T     | V     | D     | 3–0        | 3–1        | 3–2        | 2–3        | 1–3        | 0–3        | V    | P    | R     | V      | P      | R      |
| --- | ---------- | --- | ----- | ----- | ----- | ---------- | ---------- | ---------- | ---------- | ---------- | ---------- | ---- | ---- | ----- | ------ | ------ | ------ |
| 1   | Sérvia     | 9   | 3     | 3     | 0     | 3          | 0          | 0          | 0          | 0          | 0          | 9    | 0    | MAX   | 233    | 187    | 1.246  |
| 2   | Ucrânia    | 6   | 3     | 2     | 1     | 1          | 1          | 0          | 0          | 0          | 1          | 6    | 4    | 1.500 | 241    | 213    | 1.131  |
| 3   | Tunísia    | 3   | 3     | 1     | 2     | 1          | 0          | 0          | 0          | 0          | 2          | 3    | 6    | 0.500 | 189    | 210    | 0.900  |
| 4   | Porto Rico | 0   | 3     | 0     | 3     | 0          | 0          | 0          | 0          | 1          | 2          | 1    | 9    | 0.111 | 197    | 250    | 0.788  |

- Local: Katowice

| Data   | Hora  |         | Placar |            | Set 1 | Set 2 | Set 3 | Set 4 | Set 5 | Total | Relatório |
| ------ | ----- | ------- | ------ | ---------- | ----- | ----- | ----- | ----- | ----- | ----- | --------- |
| 27 ago | 17:30 | Tunísia | 3–0    | Porto Rico | 25–19 | 25–17 | 25–20 |       |       | 75–56 | Relatório |
| 27 ago | 20:30 | Ucrânia | 0–3    | Sérvia     | 26–28 | 21–25 | 20–25 |       |       | 67–78 | Relatório |
| 29 ago | 17:30 | Sérvia  | 3–0    | Porto Rico | 26–24 | 25–21 | 25–16 |       |       | 76–61 | Relatório |
| 29 ago | 20:30 | Ucrânia | 3–0    | Tunísia    | 25–21 | 25–19 | 25–15 |       |       | 75–55 | Relatório |
| 31 ago | 17:30 | Sérvia  | 3–0    | Tunísia    | 29–27 | 25–15 | 25–17 |       |       | 79–59 | Relatório |
| 31 ago | 20:30 | Ucrânia | 3–1    | Porto Rico | 24–26 | 25–19 | 25–16 | 25–19 |       | 99–80 | Relatório |

### Grupo B
|     |        |     | Jogos | Jogos | Jogos | Resultados | Resultados | Resultados | Resultados | Resultados | Resultados | Sets | Sets | Sets  | Pontos | Pontos | Pontos |
| Pos | Equipe | Pts | T     | V     | D     | 3–0        | 3–1        | 3–2        | 2–3        | 1–3        | 0–3        | V    | P    | R     | V      | P      | R      |
| --- | ------ | --- | ----- | ----- | ----- | ---------- | ---------- | ---------- | ---------- | ---------- | ---------- | ---- | ---- | ----- | ------ | ------ | ------ |
| 1   | Brasil | 8   | 3     | 3     | 0     | 2          | 0          | 1          | 0          | 0          | 0          | 9    | 2    | 4.500 | 271    | 222    | 1.221  |
| 2   | Japão  | 6   | 3     | 2     | 1     | 1          | 1          | 0          | 0          | 0          | 1          | 6    | 4    | 1.500 | 226    | 205    | 1.102  |
| 3   | Cuba   | 4   | 3     | 1     | 2     | 0          | 1          | 0          | 1          | 1          | 0          | 6    | 7    | 0.857 | 281    | 302    | 0.930  |
| 4   | Catar  | 0   | 3     | 0     | 3     | 0          | 0          | 0          | 0          | 1          | 2          | 1    | 9    | 0.111 | 199    | 248    | 0.802  |

- Local: Liubliana

| Data   | Hora  |        | Placar |       | Set 1 | Set 2 | Set 3 | Set 4 | Set 5 | Total   | Relatório |
| ------ | ----- | ------ | ------ | ----- | ----- | ----- | ----- | ----- | ----- | ------- | --------- |
| 26 ago | 11:00 | Brasil | 3–2    | Cuba  | 31–33 | 21–25 | 25–16 | 25–17 | 18–16 | 120–107 | Relatório |
| 26 ago | 14:00 | Japão  | 3–0    | Catar | 25–20 | 25–18 | 25–15 |       |       | 75–53   | Relatório |
| 28 ago | 11:00 | Cuba   | 3–1    | Catar | 25–21 | 25–21 | 22–25 | 25–19 |       | 97–86   | Relatório |
| 28 ago | 14:00 | Brasil | 3–0    | Japão | 25–21 | 25–18 | 25–16 |       |       | 75–55   | Relatório |
| 30 ago | 11:00 | Brasil | 3–0    | Catar | 25–13 | 25–23 | 26–24 |       |       | 76–60   | Relatório |
| 30 ago | 14:00 | Japão  | 3–1    | Cuba  | 25–18 | 21–25 | 25–15 | 25–19 |       | 96–77   | Relatório |

### Grupo C
|     |                |     | Jogos | Jogos | Jogos | Resultados | Resultados | Resultados | Resultados | Resultados | Resultados | Sets | Sets | Sets  | Pontos | Pontos | Pontos |
| Pos | Equipe         | Pts | T     | V     | D     | 3–0        | 3–1        | 3–2        | 2–3        | 1–3        | 0–3        | V    | P    | R     | V      | P      | R      |
| --- | -------------- | --- | ----- | ----- | ----- | ---------- | ---------- | ---------- | ---------- | ---------- | ---------- | ---- | ---- | ----- | ------ | ------ | ------ |
| 1   | Polônia        | 9   | 3     | 3     | 0     | 2          | 1          | 0          | 0          | 0          | 0          | 9    | 1    | 9,000 | 248    | 188    | 1.319  |
| 2   | Estados Unidos | 6   | 3     | 2     | 1     | 2          | 0          | 0          | 0          | 1          | 0          | 7    | 3    | 2.333 | 237    | 215    | 1.102  |
| 3   | México         | 2   | 3     | 1     | 2     | 0          | 0          | 1          | 0          | 0          | 2          | 3    | 8    | 0.375 | 211    | 259    | 0.815  |
| 4   | Bulgária       | 1   | 3     | 0     | 3     | 0          | 0          | 0          | 1          | 0          | 2          | 2    | 9    | 0.222 | 228    | 262    | 0.870  |

- Local: Katowice

| Data   | Hora  |                | Placar |                | Set 1 | Set 2 | Set 3 | Set 4 | Set 5 | Total   | Relatório |
| ------ | ----- | -------------- | ------ | -------------- | ----- | ----- | ----- | ----- | ----- | ------- | --------- |
| 26 ago | 17:30 | Estados Unidos | 3–0    | México         | 25–18 | 25–20 | 25–12 |       |       | 75–50   | Relatório |
| 26 ago | 20:30 | Polônia        | 3–0    | Bulgária       | 25–12 | 25–20 | 25–20 |       |       | 75–52   | Relatório |
| 28 ago | 17:30 | Estados Unidos | 3–0    | Bulgária       | 25–20 | 25–23 | 26–24 |       |       | 76–67   | Relatório |
| 28 ago | 20:30 | Polônia        | 3–0    | México         | 25–17 | 25–14 | 25–19 |       |       | 75–50   | Relatório |
| 30 ago | 17:30 | México         | 3–2    | Bulgária       | 20–25 | 25–20 | 25–23 | 23–25 | 18–16 | 111–109 | Relatório |
| 30 ago | 20:30 | Polônia        | 3–1    | Estados Unidos | 23–25 | 25–21 | 25–19 | 25–21 |       | 98–86   | Relatório |

### Grupo D
|     |           |     | Jogos | Jogos | Jogos | Resultados | Resultados | Resultados | Resultados | Resultados | Resultados | Sets | Sets | Sets  | Pontos | Pontos | Pontos |
| Pos | Equipe    | Pts | T     | V     | D     | 3–0        | 3–1        | 3–2        | 2–3        | 1–3        | 0–3        | V    | P    | R     | V      | P      | R      |
| --- | --------- | --- | ----- | ----- | ----- | ---------- | ---------- | ---------- | ---------- | ---------- | ---------- | ---- | ---- | ----- | ------ | ------ | ------ |
| 1   | França    | 8   | 3     | 3     | 0     | 2          | 0          | 1          | 0          | 0          | 0          | 9    | 2    | 4.500 | 273    | 242    | 1.128  |
| 2   | Eslovênia | 7   | 3     | 2     | 1     | 2          | 0          | 0          | 1          | 0          | 0          | 8    | 3    | 2.667 | 260    | 237    | 1.097  |
| 3   | Alemanha  | 3   | 3     | 1     | 2     | 1          | 0          | 0          | 0          | 0          | 2          | 3    | 6    | 0.500 | 207    | 215    | 0.963  |
| 4   | Camarões  | 0   | 3     | 0     | 3     | 0          | 0          | 0          | 0          | 0          | 3          | 0    | 9    | 0,000 | 184    | 230    | 0.800  |

- Local: Liubliana

| Data   | Hora  |           | Placar |           | Set 1 | Set 2 | Set 3 | Set 4 | Set 5 | Total   | Relatório |
| ------ | ----- | --------- | ------ | --------- | ----- | ----- | ----- | ----- | ----- | ------- | --------- |
| 26 ago | 17:30 | França    | 3–0    | Alemanha  | 25–22 | 28–26 | 26–24 |       |       | 79–72   | Relatório |
| 26 ago | 20:30 | Eslovênia | 3–0    | Camarões  | 25–19 | 25–23 | 25–21 |       |       | 75–63   | Relatório |
| 28 ago | 17:30 | Alemanha  | 3–0    | Camarões  | 30–28 | 25–14 | 25–19 |       |       | 80–61   | Relatório |
| 28 ago | 20:30 | França    | 3–2    | Eslovênia | 25–21 | 22–25 | 23–25 | 34–32 | 15–7  | 119–110 | Relatório |
| 30 ago | 17:30 | França    | 3–0    | Camarões  | 25–19 | 25–19 | 25–22 |       |       | 75–60   | Relatório |
| 30 ago | 20:30 | Eslovênia | 3–0    | Alemanha  | 25–16 | 25–22 | 25–17 |       |       | 75–55   | Relatório |

### Grupo E
|     |         |     | Jogos | Jogos | Jogos | Resultados | Resultados | Resultados | Resultados | Resultados | Resultados | Sets | Sets | Sets  | Pontos | Pontos | Pontos |
| Pos | Equipe  | Pts | T     | V     | D     | 3–0        | 3–1        | 3–2        | 2–3        | 1–3        | 0–3        | V    | P    | R     | V      | P      | R      |
| --- | ------- | --- | ----- | ----- | ----- | ---------- | ---------- | ---------- | ---------- | ---------- | ---------- | ---- | ---- | ----- | ------ | ------ | ------ |
| 1   | Itália  | 9   | 3     | 3     | 0     | 3          | 0          | 0          | 0          | 0          | 0          | 9    | 0    | MAX   | 239    | 166    | 1.440  |
| 2   | Turquia | 6   | 3     | 2     | 1     | 2          | 0          | 0          | 0          | 0          | 1          | 6    | 3    | 2,000 | 210    | 186    | 1.129  |
| 3   | Canadá  | 3   | 3     | 1     | 2     | 1          | 0          | 0          | 0          | 0          | 2          | 3    | 6    | 0.500 | 206    | 231    | 0.892  |
| 4   | China   | 0   | 3     | 0     | 3     | 0          | 0          | 0          | 0          | 0          | 3          | 0    | 9    | 0,000 | 153    | 225    | 0.680  |

- Local: Liubliana

| Data   | Hora  |         | Placar |         | Set 1 | Set 2 | Set 3 | Set 4 | Set 5 | Total | Relatório |
| ------ | ----- | ------- | ------ | ------- | ----- | ----- | ----- | ----- | ----- | ----- | --------- |
| 27 ago | 11:00 | Turquia | 3–0    | China   | 25–15 | 25–19 | 25–14 |       |       | 75–48 | Relatório |
| 27 ago | 21:15 | Itália  | 3–0    | Canadá  | 25–13 | 25–18 | 39–37 |       |       | 89–68 | Relatório |
| 29 ago | 11:00 | Canadá  | 3–0    | China   | 25–23 | 25–21 | 25–23 |       |       | 75–67 | Relatório |
| 29 ago | 21:15 | Itália  | 3–0    | Turquia | 25–18 | 25–20 | 25–22 |       |       | 75–60 | Relatório |
| 31 ago | 14:00 | Canadá  | 0–3    | Turquia | 23–25 | 23–25 | 17–25 |       |       | 63–75 | Relatório |
| 31 ago | 21:15 | Itália  | 3–0    | China   | 25–14 | 25–10 | 25–14 |       |       | 75–38 | Relatório |

### Grupo F
|     |               |     | Jogos | Jogos | Jogos | Resultados | Resultados | Resultados | Resultados | Resultados | Resultados | Sets | Sets | Sets  | Pontos | Pontos | Pontos |
| Pos | Equipe        | Pts | T     | V     | D     | 3–0        | 3–1        | 3–2        | 2–3        | 1–3        | 0–3        | V    | P    | R     | V      | P      | R      |
| --- | ------------- | --- | ----- | ----- | ----- | ---------- | ---------- | ---------- | ---------- | ---------- | ---------- | ---- | ---- | ----- | ------ | ------ | ------ |
| 1   | Países Baixos | 8   | 3     | 3     | 0     | 1          | 1          | 1          | 0          | 0          | 0          | 9    | 3    | 3,000 | 286    | 250    | 1.144  |
| 2   | Irã           | 5   | 3     | 2     | 1     | 0          | 1          | 1          | 0          | 1          | 0          | 7    | 6    | 1.167 | 313    | 302    | 1.036  |
| 3   | Argentina     | 4   | 3     | 1     | 2     | 0          | 0          | 1          | 2          | 0          | 0          | 7    | 8    | 0.875 | 351    | 347    | 1.012  |
| 4   | Egito         | 1   | 3     | 0     | 3     | 0          | 0          | 0          | 1          | 1          | 1          | 3    | 9    | 0.333 | 239    | 290    | 0.824  |

- Local: Liubliana

| Data   | Hora  |               | Placar |               | Set 1 | Set 2 | Set 3 | Set 4 | Set 5 | Total   | Relatório |
| ------ | ----- | ------------- | ------ | ------------- | ----- | ----- | ----- | ----- | ----- | ------- | --------- |
| 27 ago | 14:00 | Países Baixos | 3–0    | Egito         | 25–17 | 25–22 | 25–16 |       |       | 75–55   | Relatório |
| 27 ago | 17:30 | Argentina     | 2–3    | Irã           | 25–22 | 28–30 | 18–25 | 34–32 | 19–21 | 124–130 | Relatório |
| 29 ago | 14:00 | Argentina     | 2–3    | Países Baixos | 30–28 | 25–20 | 21–25 | 25–27 | 9–15  | 110–115 | Relatório |
| 29 ago | 17:30 | Irã           | 3–1    | Egito         | 25–14 | 25–19 | 22–25 | 26–24 |       | 98–82   | Relatório |
| 31 ago | 11:00 | Argentina     | 3–2    | Egito         | 27–25 | 26–28 | 24–26 | 25–17 | 15–6  | 117–102 | Relatório |
| 31 ago | 17:30 | Irã           | 1–3    | Países Baixos | 22–25 | 25–21 | 20–25 | 18–25 |       | 85–96   | Relatório |

### Ranking combinado
|                                       |                                       |                                       | Jogos                                 | Jogos                                 | Jogos                                 | Resultados                            | Resultados                            | Resultados                            | Resultados                            | Resultados                            | Resultados                            | Sets                                  | Sets                                  | Sets                                  | Pontos                                | Pontos                                | Pontos                                |
| Pos                                   | Equipe                                | Pts                                   | T                                     | V                                     | D                                     | 3–0                                   | 3–1                                   | 3–2                                   | 2–3                                   | 1–3                                   | 0–3                                   | V                                     | P                                     | R                                     | V                                     | P                                     | R                                     |
| Primeiros classificados de cada grupo | Primeiros classificados de cada grupo | Primeiros classificados de cada grupo | Primeiros classificados de cada grupo | Primeiros classificados de cada grupo | Primeiros classificados de cada grupo | Primeiros classificados de cada grupo | Primeiros classificados de cada grupo | Primeiros classificados de cada grupo | Primeiros classificados de cada grupo | Primeiros classificados de cada grupo | Primeiros classificados de cada grupo | Primeiros classificados de cada grupo | Primeiros classificados de cada grupo | Primeiros classificados de cada grupo | Primeiros classificados de cada grupo | Primeiros classificados de cada grupo | Primeiros classificados de cada grupo |
| ------------------------------------- | ------------------------------------- | ------------------------------------- | ------------------------------------- | ------------------------------------- | ------------------------------------- | ------------------------------------- | ------------------------------------- | ------------------------------------- | ------------------------------------- | ------------------------------------- | ------------------------------------- | ------------------------------------- | ------------------------------------- | ------------------------------------- | ------------------------------------- | ------------------------------------- | ------------------------------------- |
| 1                                     | Itália (E)                            | 9                                     | 3                                     | 3                                     | 0                                     | 3                                     | 0                                     | 0                                     | 0                                     | 0                                     | 0                                     | 9                                     | 0                                     | MAX                                   | 239                                   | 166                                   | 1.440                                 |
| 2                                     | Sérvia (A)                            | 9                                     | 3                                     | 3                                     | 0                                     | 3                                     | 0                                     | 0                                     | 0                                     | 0                                     | 0                                     | 9                                     | 0                                     | MAX                                   | 233                                   | 187                                   | 1.246                                 |
| 3                                     | Polônia (C)                           | 9                                     | 3                                     | 3                                     | 0                                     | 2                                     | 1                                     | 0                                     | 0                                     | 0                                     | 0                                     | 9                                     | 1                                     | 9,000                                 | 248                                   | 188                                   | 1.319                                 |
| 4                                     | Brasil (B)                            | 8                                     | 3                                     | 3                                     | 0                                     | 2                                     | 0                                     | 1                                     | 0                                     | 0                                     | 0                                     | 9                                     | 2                                     | 4.500                                 | 271                                   | 222                                   | 1.221                                 |
| 5                                     | França (D)                            | 8                                     | 3                                     | 3                                     | 0                                     | 2                                     | 0                                     | 1                                     | 0                                     | 0                                     | 0                                     | 9                                     | 2                                     | 4.500                                 | 273                                   | 242                                   | 1.128                                 |
| 6                                     | Países Baixos (F)                     | 8                                     | 3                                     | 3                                     | 0                                     | 1                                     | 1                                     | 1                                     | 0                                     | 0                                     | 0                                     | 9                                     | 3                                     | 3,000                                 | 286                                   | 250                                   | 1.144                                 |
| Segundos classificados de cada grupo  |                                       |                                       |                                       |                                       |                                       |                                       |                                       |                                       |                                       |                                       |                                       |                                       |                                       |                                       |                                       |                                       |                                       |
| 7                                     | Eslovênia (D)                         | 7                                     | 3                                     | 2                                     | 1                                     | 2                                     | 0                                     | 0                                     | 1                                     | 0                                     | 0                                     | 8                                     | 3                                     | 2.667                                 | 260                                   | 237                                   | 1.097                                 |
| 8                                     | Estados Unidos (C)                    | 6                                     | 3                                     | 2                                     | 1                                     | 2                                     | 0                                     | 0                                     | 0                                     | 1                                     | 0                                     | 7                                     | 3                                     | 2.333                                 | 237                                   | 215                                   | 1.102                                 |
| 9                                     | Turquia (E)                           | 6                                     | 3                                     | 2                                     | 1                                     | 2                                     | 0                                     | 0                                     | 0                                     | 0                                     | 1                                     | 6                                     | 3                                     | 2,000                                 | 210                                   | 186                                   | 1.129                                 |
| 10                                    | Ucrânia (A)                           | 6                                     | 3                                     | 2                                     | 1                                     | 1                                     | 1                                     | 0                                     | 0                                     | 0                                     | 1                                     | 6                                     | 4                                     | 1.500                                 | 241                                   | 213                                   | 1.131                                 |
| 11                                    | Japão (B)                             | 6                                     | 3                                     | 2                                     | 1                                     | 1                                     | 1                                     | 0                                     | 0                                     | 0                                     | 1                                     | 6                                     | 4                                     | 1.500                                 | 226                                   | 205                                   | 1.102                                 |
| 12                                    | Irã (F)                               | 5                                     | 3                                     | 2                                     | 1                                     | 0                                     | 1                                     | 1                                     | 0                                     | 1                                     | 0                                     | 7                                     | 6                                     | 1.167                                 | 313                                   | 302                                   | 1.036                                 |
| Terceiros classificados de cada grupo |                                       |                                       |                                       |                                       |                                       |                                       |                                       |                                       |                                       |                                       |                                       |                                       |                                       |                                       |                                       |                                       |                                       |
| 13                                    | Argentina (F)                         | 4                                     | 3                                     | 1                                     | 2                                     | 0                                     | 0                                     | 1                                     | 2                                     | 0                                     | 0                                     | 7                                     | 8                                     | 0.875                                 | 351                                   | 347                                   | 1.012                                 |
| 14                                    | Cuba (B)                              | 4                                     | 3                                     | 1                                     | 2                                     | 0                                     | 1                                     | 0                                     | 1                                     | 1                                     | 0                                     | 6                                     | 7                                     | 0.857                                 | 281                                   | 302                                   | 0.930                                 |
| 15                                    | Alemanha (D)                          | 3                                     | 3                                     | 1                                     | 2                                     | 1                                     | 0                                     | 0                                     | 0                                     | 0                                     | 2                                     | 3                                     | 6                                     | 0.500                                 | 207                                   | 215                                   | 0.963                                 |
| 16                                    | Tunísia (A)                           | 3                                     | 3                                     | 1                                     | 2                                     | 1                                     | 0                                     | 0                                     | 0                                     | 0                                     | 2                                     | 3                                     | 6                                     | 0.500                                 | 189                                   | 210                                   | 0.900                                 |
| 17                                    | Canadá (E)                            | 3                                     | 3                                     | 1                                     | 2                                     | 1                                     | 0                                     | 0                                     | 0                                     | 0                                     | 2                                     | 3                                     | 6                                     | 0.500                                 | 206                                   | 231                                   | 0.892                                 |
| 18                                    | México (C)                            | 2                                     | 3                                     | 1                                     | 2                                     | 0                                     | 0                                     | 1                                     | 0                                     | 0                                     | 2                                     | 3                                     | 8                                     | 0.375                                 | 211                                   | 259                                   | 0.815                                 |
| Quartos classificados de cada grupo   |                                       |                                       |                                       |                                       |                                       |                                       |                                       |                                       |                                       |                                       |                                       |                                       |                                       |                                       |                                       |                                       |                                       |
| 19                                    | Egito (F)                             | 1                                     | 3                                     | 0                                     | 3                                     | 0                                     | 0                                     | 0                                     | 1                                     | 1                                     | 1                                     | 3                                     | 9                                     | 0.333                                 | 239                                   | 290                                   | 0.824                                 |
| 20                                    | Bulgária (C)                          | 1                                     | 3                                     | 0                                     | 3                                     | 0                                     | 0                                     | 0                                     | 1                                     | 0                                     | 2                                     | 2                                     | 9                                     | 0.222                                 | 228                                   | 262                                   | 0.870                                 |
| 21                                    | Catar (B)                             | 0                                     | 3                                     | 0                                     | 3                                     | 0                                     | 0                                     | 0                                     | 0                                     | 1                                     | 2                                     | 1                                     | 9                                     | 0.111                                 | 199                                   | 248                                   | 0.802                                 |
| 22                                    | Porto Rico (A)                        | 0                                     | 3                                     | 0                                     | 3                                     | 0                                     | 0                                     | 0                                     | 0                                     | 1                                     | 2                                     | 1                                     | 9                                     | 0.111                                 | 197                                   | 250                                   | 0.788                                 |
| 23                                    | Camarões (D)                          | 0                                     | 3                                     | 0                                     | 3                                     | 0                                     | 0                                     | 0                                     | 0                                     | 0                                     | 3                                     | 0                                     | 9                                     | 0,000                                 | 184                                   | 230                                   | 0.800                                 |
| 24                                    | China (E)                             | 0                                     | 3                                     | 0                                     | 3                                     | 0                                     | 0                                     | 0                                     | 0                                     | 0                                     | 3                                     | 0                                     | 9                                     | 0,000                                 | 153                                   | 225                                   | 0.680                                 |

Fonte: Volleyball World

## Fase final
|  | Oitavas de final          | Oitavas de final          |                           |   | Quartas de final | Quartas de final |                           |                           | Semifinais | Semifinais |  |  | Final | Final |
|  |                           |                           |                           |   |                  |                  |                           |                           |            |            |  |  |       |       |
|  | 4 de setembro – Gliwice   |                           |                           |   |                  |                  |                           |                           |            |            |  |  |       |       |
|  |                           |                           |                           |   |                  |                  |                           |                           |            |            |  |  |       |       |
|  | 1 Polônia                 | 3                         |                           |   |                  |                  |                           |                           |            |            |  |  |       |       |
|  | 1 Polônia                 | 3                         | 8 de setembro – Gliwice   |   |                  |                  |                           |                           |            |            |  |  |       |       |
|  | 16 Tunísia                | 0                         |                           |   |                  |                  |                           |                           |            |            |  |  |       |       |
|  | 16 Tunísia                | 0                         | Polônia                   | 3 |                  |                  |                           |                           |            |            |  |  |       |       |
|  | 4 de setembro – Gliwice   |                           | Polônia                   | 3 |                  |                  |                           |                           |            |            |  |  |       |       |
|  |                           | Estados Unidos            | 2                         |   |                  |                  |                           |                           |            |            |  |  |       |       |
|  | 8 Estados Unidos          | Estados Unidos            | 2                         | 3 |                  |                  |                           |                           |            |            |  |  |       |       |
|  | 8 Estados Unidos          |                           | 10 de setembro – Katowice | 3 |                  |                  |                           |                           |            |            |  |  |       |       |
|  | 9 Turquia                 | 2                         |                           |   |                  |                  |                           |                           |            |            |  |  |       |       |
|  | 9 Turquia                 | 2                         | Polônia                   | 3 |                  |                  |                           |                           |            |            |  |  |       |       |
|  | 6 de setembro – Gliwice   |                           | Polônia                   | 3 |                  |                  |                           |                           |            |            |  |  |       |       |
|  |                           | Brasil                    | 2                         |   |                  |                  |                           |                           |            |            |  |  |       |       |
|  | 4 Sérvia                  | Brasil                    | 2                         | 0 |                  |                  |                           |                           |            |            |  |  |       |       |
|  | 4 Sérvia                  | 8 de setembro – Gliwice   |                           | 0 |                  |                  |                           |                           |            |            |  |  |       |       |
|  | 13 Argentina              | 3                         |                           |   |                  |                  |                           |                           |            |            |  |  |       |       |
|  | 13 Argentina              | 3                         | Argentina                 | 1 |                  |                  |                           |                           |            |            |  |  |       |       |
|  | 6 de setembro – Gliwice   |                           | Argentina                 | 1 |                  |                  |                           |                           |            |            |  |  |       |       |
|  |                           | Brasil                    | 3                         |   |                  |                  |                           |                           |            |            |  |  |       |       |
|  | 5 Brasil                  | Brasil                    | 3                         | 3 |                  |                  |                           |                           |            |            |  |  |       |       |
|  | 5 Brasil                  |                           | 11 de setembro – Katowice | 3 |                  |                  |                           |                           |            |            |  |  |       |       |
|  | 12 Irã                    | 0                         |                           |   |                  |                  |                           |                           |            |            |  |  |       |       |
|  | 12 Irã                    | 0                         | Polônia                   | 1 |                  |                  |                           |                           |            |            |  |  |       |       |
|  | 3 de setembro – Liubliana |                           | Polônia                   | 1 |                  |                  |                           |                           |            |            |  |  |       |       |
|  |                           | Itália                    | 3                         |   |                  |                  |                           |                           |            |            |  |  |       |       |
|  | 2 Eslovênia               | Itália                    | 3                         | 3 |                  |                  |                           |                           |            |            |  |  |       |       |
|  | 2 Eslovênia               | 7 de setembro – Liubliana |                           | 3 |                  |                  |                           |                           |            |            |  |  |       |       |
|  | 15 Alemanha               | 1                         |                           |   |                  |                  |                           |                           |            |            |  |  |       |       |
|  | 15 Alemanha               | 1                         | Eslovênia                 | 3 |                  |                  |                           |                           |            |            |  |  |       |       |
|  | 5 de setembro – Liubliana |                           | Eslovênia                 | 3 |                  |                  |                           |                           |            |            |  |  |       |       |
|  |                           | Ucrânia                   | 1                         |   |                  |                  |                           |                           |            |            |  |  |       |       |
|  | 7 Países Baixos           | Ucrânia                   | 1                         | 0 |                  |                  |                           |                           |            |            |  |  |       |       |
|  | 7 Países Baixos           |                           | 10 de setembro – Katowice | 0 |                  |                  |                           |                           |            |            |  |  |       |       |
|  | 10 Ucrânia                | 3                         |                           |   |                  |                  |                           |                           |            |            |  |  |       |       |
|  | 10 Ucrânia                | 3                         | Eslovênia                 | 0 |                  |                  |                           |                           |            |            |  |  |       |       |
|  | 3 de setembro – Liubliana |                           | Eslovênia                 | 0 |                  |                  |                           |                           |            |            |  |  |       |       |
|  |                           | Itália                    | 3                         |   | Terceiro lugar   | Terceiro lugar   |                           |                           |            |            |  |  |       |       |
|  | 3 Itália                  | Itália                    | 3                         | 3 | Terceiro lugar   | Terceiro lugar   |                           |                           |            |            |  |  |       |       |
|  | 3 Itália                  | 7 de setembro – Liubliana | 7 de setembro – Liubliana | 3 |                  |                  | 11 de setembro – Katowice | 11 de setembro – Katowice |            |            |  |  |       |       |
|  | 14 Cuba                   | 7 de setembro – Liubliana | 7 de setembro – Liubliana | 1 |                  |                  | 11 de setembro – Katowice | 11 de setembro – Katowice |            |            |  |  |       |       |
|  | 14 Cuba                   | Itália                    | 3                         | 1 | Brasil           | 3                |                           |                           |            |            |  |  |       |       |
|  | 5 de setembro – Liubliana | Itália                    | 3                         |   | Brasil           | 3                |                           |                           |            |            |  |  |       |       |
|  |                           | França                    | 2                         |   | Eslovênia        | 1                |                           |                           |            |            |  |  |       |       |
|  | 6 França                  | França                    | 2                         | 3 | Eslovênia        | 1                |                           |                           |            |            |  |  |       |       |
|  | 6 França                  |                           |                           | 3 |                  |                  |                           |                           |            |            |  |  |       |       |
|  | 11 Japão                  | 2                         |                           |   |                  |                  |                           |                           |            |            |  |  |       |       |
|  | 11 Japão                  | 2                         |                           |   |                  |                  |                           |                           |            |            |  |  |       |       |

### Oitavas de final
| Data  | Hora  |                | Placar |           | Set 1 | Set 2 | Set 3 | Set 4 | Set 5 | Total   | Relatório |
| ----- | ----- | -------------- | ------ | --------- | ----- | ----- | ----- | ----- | ----- | ------- | --------- |
| 3 set | 17:30 | Eslovênia      | 3–1    | Alemanha  | 25–18 | 25–19 | 21–25 | 25–22 |       | 96–84   | Relatório |
| 3 set | 21:15 | Itália         | 3–1    | Cuba      | 25–21 | 21–25 | 26–24 | 25–18 |       | 97–88   | Relatório |
| 4 set | 17:30 | Estados Unidos | 3–2    | Turquia   | 25–21 | 25–17 | 22–25 | 19–25 | 15–12 | 106–100 | Relatório |
| 4 set | 21:00 | Polônia        | 3–0    | Tunísia   | 25–20 | 25–15 | 25–20 |       |       | 75–55   | Relatório |
| 5 set | 17:30 | Países Baixos  | 0–3    | Ucrânia   | 16–25 | 19–25 | 18–25 |       |       | 53–75   | Relatório |
| 5 set | 21:00 | França         | 3–2    | Japão     | 25–17 | 21–25 | 26–24 | 22–25 | 18–16 | 112–107 | Relatório |
| 6 set | 17:30 | Sérvia         | 0–3    | Argentina | 23–25 | 21–25 | 23–25 |       |       | 67–75   | Relatório |
| 6 set | 21:00 | Brasil         | 3–0    | Irã       | 25–17 | 25–22 | 25–23 |       |       | 75–62   | Relatório |

### Quartas de final
| Data  | Hora  |           | Placar |                | Set 1 | Set 2 | Set 3 | Set 4 | Set 5 | Total   | Relatório |
| ----- | ----- | --------- | ------ | -------------- | ----- | ----- | ----- | ----- | ----- | ------- | --------- |
| 7 set | 17:30 | Itália    | 3–2    | França         | 24–26 | 25–21 | 23–25 | 25–22 | 15–12 | 112–106 | Relatório |
| 7 set | 21:00 | Eslovênia | 3–1    | Ucrânia        | 18–25 | 26–24 | 25–19 | 25–23 |       | 94–91   | Relatório |
| 8 set | 17:30 | Argentina | 1–3    | Brasil         | 16–25 | 25–23 | 22–25 | 21–25 |       | 84–98   | Relatório |
| 8 set | 21:00 | Polônia   | 3–2    | Estados Unidos | 25–20 | 27–25 | 21–25 | 22–25 | 15–12 | 110–107 | Relatório |

### Semifinais
| Data   | Hora  |         | Placar |           | Set 1 | Set 2 | Set 3 | Set 4 | Set 5 | Total   | Relatório |
| ------ | ----- | ------- | ------ | --------- | ----- | ----- | ----- | ----- | ----- | ------- | --------- |
| 10 set | 18:00 | Polônia | 3–2    | Brasil    | 23–25 | 25–18 | 25–20 | 21–25 | 15–12 | 109–100 | Relatório |
| 10 set | 21:00 | Itália  | 3–0    | Eslovênia | 25–21 | 25–22 | 25–21 |       |       | 75–64   | Relatório |

### Terceiro lugar
| Data   | Hora  |        | Placar |           | Set 1 | Set 2 | Set 3 | Set 4 | Set 5 | Total | Relatório |
| ------ | ----- | ------ | ------ | --------- | ----- | ----- | ----- | ----- | ----- | ----- | --------- |
| 11 set | 18:00 | Brasil | 3–1    | Eslovênia | 25–18 | 25–18 | 22–25 | 25–18 |       | 97–79 | Relatório |

### Final
| Data   | Hora  |         | Placar |        | Set 1 | Set 2 | Set 3 | Set 4 | Set 5 | Total | Relatório |
| ------ | ----- | ------- | ------ | ------ | ----- | ----- | ----- | ----- | ----- | ----- | --------- |
| 11 set | 21:00 | Polônia | 1–3    | Itália | 25–22 | 21–25 | 18–25 | 20–25 |       | 84–97 | Relatório |

## Classificação final
| Campeão | Vice-campeão | Terceiro lugar |
| Itália Giulio Pinali · Francesco Recine · Alessandro Michieletto · Simone Giannelli · Fabio Balaso · Riccardo Sbertoli · Mattia Bottolo · Gianluca Galassi · Daniele Lavia · Yuri Romanò · Simone Anzani · Roberto Russo · Leonardo Scanferla · Leandro Mosca | Polônia Jakub Popiwczak · Łukasz Kaczmarek · Bartosz Kurek · Karol Kłos · Grzegorz Łomacz · Aleksander Śliwka · Jakub Kochanowski · Kamil Semeniuk · Paweł Zatorski · Bartosz Kwolek · Marcin Janusz · Mateusz Bieniek · Tomasz Fornal · Mateusz Poręba | Brasil Bruno Rezende · Adriano Cavalcante · Wallace de Souza · Yoandy Leal · Rodrigo Leão · Fernando Kreling · Maique Nascimento · Lucas Saatkamp · Thales Hoss · Ricardo Lucarelli · Leandro Santos · Felipe Roque · Flávio Gualberto · Darlan Souza |

| 4  | Eslovênia      |
| 5  | França         |
| 6  | Estados Unidos |
| 7  | Ucrânia        |
| 8  | Argentina      |
| 9  | Sérvia         |
| 10 | Países Baixos  |
| 11 | Turquia        |
| 12 | Japão          |
| 13 | Irã            |
| 14 | Cuba           |
| 15 | Alemanha       |
| 16 | Tunísia        |
| 17 | Canadá         |
| 18 | México         |
| 19 | Egito          |
| 20 | Bulgária       |
| 21 | Catar          |
| 22 | Porto Rico     |
| 23 | Camarões       |
| 24 | China          |

Fonte: Volleyball World

## Estatísticas
As tabelas abaixo mostram os 5 melhores jogadores em cada habilidade ao final do torneio.
| Maiores pontuadores | Maiores pontuadores | Maiores pontuadores | Maiores pontuadores | Maiores pontuadores | Maiores pontuadores |
|                     | Jogador             | Ataques             | Bloqueios           | Saques              | Total               |
| ------------------- | ------------------- | ------------------- | ------------------- | ------------------- | ------------------- |
| 1                   | Yoandy Leal         | 107                 | 8                   | 10                  | 125                 |
| 2                   | Klemen Čebulj       | 95                  | 13                  | 6                   | 114                 |
| 3                   | Daniele Lavia       | 91                  | 10                  | 2                   | 103                 |
| 4                   | Bartosz Kurek       | 85                  | 7                   | 8                   | 100                 |
| 5                   | Wallace de Souza    | 85                  | 9                   | 3                   | 97                  |

| Melhores atacantes | Melhores atacantes | Melhores atacantes | Melhores atacantes | Melhores atacantes | Melhores atacantes | Melhores atacantes |
|                    | Jogador            | Pts.               | Erros              | Ataques            | Média              | %                  |
| ------------------ | ------------------ | ------------------ | ------------------ | ------------------ | ------------------ | ------------------ |
| 1                  | Yoandy Leal        | 107                | 24                 | 72                 | 15.29              | 52.71              |
| 2                  | Klemen Čebulj      | 95                 | 26                 | 90                 | 13.57              | 45.02              |
| 3                  | Daniele Lavia      | 91                 | 22                 | 59                 | 13.00              | 52.91              |
| 4                  | Wallace de Souza   | 81                 | 35                 | 57                 | 12.14              | 49.13              |
| 5                  | Bartosz Kurek      | 85                 | 30                 | 54                 | 12.14              | 50.30              |

| Melhores bloqueadores | Melhores bloqueadores | Melhores bloqueadores | Melhores bloqueadores | Melhores bloqueadores | Melhores bloqueadores | Melhores bloqueadores |
|                       | Jogador               | Bloq.                 | Erros                 | Reb.                  | Média                 | %                     |
| --------------------- | --------------------- | --------------------- | --------------------- | --------------------- | --------------------- | --------------------- |
| 1                     | Agustín Loser         | 17                    | 30                    | 2                     | 3.40                  | -26.53                |
| 2                     | Lucas Saatkamp        | 16                    | 30                    | 4                     | 2.29                  | -28.00                |
| 3                     | Flávio Gualberto      | 16                    | 28                    | 4                     | 2.29                  | -25.00                |
| 4                     | Mateusz Bieniek       | 16                    | 31                    | 13                    | 2.29                  | -25.00                |
| 5                     | Jan Kozamernik        | 15                    | 29                    | 8                     | 2.14                  | -26.92                |

| Melhores sacadores | Melhores sacadores | Melhores sacadores | Melhores sacadores | Melhores sacadores | Melhores sacadores | Melhores sacadores |
|                    | Jogador            | Pts.               | Erros              | Tentativas         | Média              | %                  |
| ------------------ | ------------------ | ------------------ | ------------------ | ------------------ | ------------------ | ------------------ |
| 1                  | Oleh Plotnytskyi   | 18                 | 16                 | 48                 | 3.60               | 21.95              |
| 2                  | Nimir Abdel-Aziz   | 12                 | 27                 | 35                 | 3.00               | 16.22              |
| 3                  | Mateusz Bieniek    | 11                 | 16                 | 78                 | 1.57               | 10.48              |
| 4                  | Yoandy Leal        | 10                 | 20                 | 61                 | 1.43               | 10.99              |
| 5                  | Kamil Semeniuk     | 10                 | 22                 | 68                 | 1.43               | 10.00              |

| Melhores levantadores | Melhores levantadores | Melhores levantadores | Melhores levantadores | Melhores levantadores | Melhores levantadores | Melhores levantadores |
|                       | Jogador               | Êxito                 | Erros                 | Tent.                 | Média                 | %                     |
| --------------------- | --------------------- | --------------------- | --------------------- | --------------------- | --------------------- | --------------------- |
| 1                     | Simone Giannelli      | 139                   | 3                     | 376                   | 19.86                 | 26.83                 |
| 2                     | Luciano De Cecco      | 131                   | 3                     | 314                   | 26.20                 | 29.24                 |
| 3                     | Antoine Brizard       | 107                   | 3                     | 286                   | 21.40                 | 27.02                 |
| 4                     | Marcin Janusz         | 94                    | 3                     | 428                   | 13.43                 | 17.90                 |
| 5                     | Lukas Kampa           | 87                    | 0                     | 187                   | 21.75                 | 31.75                 |

| Melhores defensores | Melhores defensores | Melhores defensores | Melhores defensores | Melhores defensores | Melhores defensores | Melhores defensores |
|                     | Jogador             | Def.                | Erros               | Recepções           | Média               | %                   |
| ------------------- | ------------------- | ------------------- | ------------------- | ------------------- | ------------------- | ------------------- |
| 1                   | Thales Hoss         | 59                  | 12                  | 7                   | 8.43                | 75.64               |
| 2                   | Paweł Zatorski      | 52                  | 15                  | 6                   | 7.43                | 71.23               |
| 3                   | Fabio Balaso        | 48                  | 19                  | 11                  | 6.86                | 61.54               |
| 4                   | Jani Kovačič        | 39                  | 17                  | 5                   | 5.57                | 63.93               |
| 5                   | Santiago Danani     | 30                  | 10                  | 4                   | 6.00                | 68.18               |

| Melhores receptores | Melhores receptores | Melhores receptores | Melhores receptores | Melhores receptores | Melhores receptores | Melhores receptores |
|                     | Jogador             | Êxito               | Erros               | Tent.               | Média               | %                   |
| ------------------- | ------------------- | ------------------- | ------------------- | ------------------- | ------------------- | ------------------- |
| 1                   | Santiago Danani     | 39                  | 11                  | 90                  | 7.80                | 27.86               |
| 2                   | Earvin N'Gapeth     | 35                  | 1                   | 74                  | 7.00                | 31.82               |
| 3                   | Robbert Andringa    | 34                  | 3                   | 49                  | 8.50                | 39.53               |
| 4                   | Facundo Conte       | 34                  | 3                   | 81                  | 6.80                | 28.81               |
| 5                   | Thales Hoss         | 33                  | 6                   | 87                  | 4.71                | 26.19               |

Fonte: Volleyball World

## Prêmios individuais
A seleção do campeonato foi composta pelos seguintes jogadores:
- MVP (Most Valuable Player):  Simone Giannelli